# Хребет на Кропоткин
Вижте пояснителната страница за други значения на Кропоткин.
Хребета Кропо̀ткин (на руски: Хребет Кропоткина) е хребет в южната част от Патомската планинска земя, в източна част на Иркутска област на Русия. Простира се в посока от северозапад на югоизток покрай десния бряг на река Витим (десен приток на Лена) и служи за вододел между нея на юг и югозапад и реките Голям Патом (десен приток на Лена) и Жуя (ляв приток на Чара) на север и североизток. Максимална височина връх Короленко 1647 m (57°50′48″ с. ш. 115°58′21″ и. д. / 57.846667° с. ш. 115.9725° и. д.), в югоизточната му част. Изграден е от протерозойски кристалинни шисти. Склоновете му са силно разчленени от широки речни долини, а върховете му са заоблени. От източната му част извира река Жуя (ляв приток на Чара), от южните му склонове водят началото малки и къси реки, десни притоци на Витим (Тахтига и др.), а от северните – леви притоци на Голям Патом (Анангра, Мара и др.). По склоновете му расте борово-лиственична тайга, сменяща се по върховете с планинска тундра и петна от кедров клек.
За първи път хребетът е открит, изследван, топографски заснет и картиран през 1902 г. от руския геолог и топограф Павел Преображенски и е наименуван в чест на видния руски геолог, географ и теоретик на анархизма Пьотър Кропоткин.

## Топографски карти
- Лист от карта O-50-В.